# August Leskien

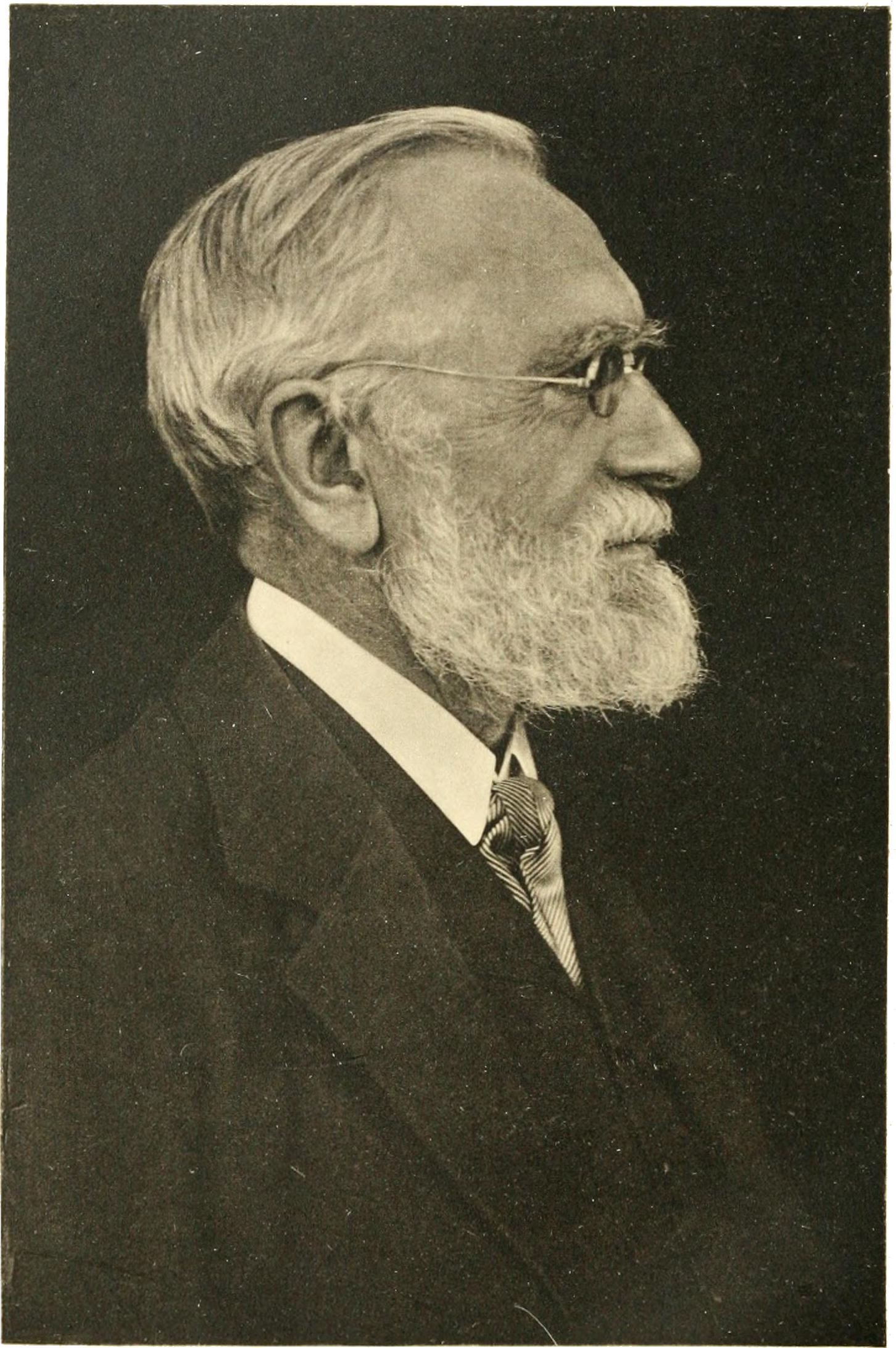
August Leskien.

August Leskien (Kiel, 8 juli 1840 - Leipzig, 20 september 1916) was een Duits taalkundige, actief op het gebied van de vergelijkende taalkunde en de Baltische en Slavische talen. In 1870 werd Leskien de eerste hoogleraar Slavische filologie aan de universiteit van Leipzig, waar hij nog tot 1915 lesgaf. Medeoprichter van het tijdschrift Archiv für slavische Philologie. 
August Leskien was een centrale figuur in de groep taalkundigen uit Leipzig die de geschiedenis in zijn gegaan als de Junggrammatiker. Deze groep wilde de taalkunde het aanzien van een natuurwetenschap geven; Leskien formuleerde hun belangrijkste leerstelling, namelijk de volstrekte regelmatigheid van klankwetten (Ausnahmslosigkeit der Lautgesetze). Tot de leerlingen van Leskien behoren Jan Baudouin de Courtenay, Aleksandar Belić, Ferdinand de Saussure, Nikolaj Troubetzkoy en Karl Verner. Hierdoor kan August Leskien beschouwd worden als een belangrijke grondlegger van de hedendaagse vergelijkende taalwetenschap, eens te meer op het gebied van de Baltische en Slavische talen.
Leskien is de naamgever van de Wet van Leskien (1881, 'Die Quantitätsverhältnisse im Auslaut des Litauischen'), een klankwet in de ontwikkeling van het Litouws. Volgens deze wet worden lange klinkers (en de diftongen ie en uo) met een acute intonatie verkort als ze in de laatste lettergreep van een meerlettergrepig woord staan. Leskien is ook de auteur van een Handbuch der altbulgarischen sprache, over het Oudkerkslavisch. Hoewel verouderd, wordt het in bijgewerkte vorm nog steeds gebruikt.